# مقاطعة باري (ميزوري)
مقاطعة باري (بالإنجليزية: Barry County)‏ هي إحدى المقاطعات في ولاية ميزوري في الولايات المتحدة الأمريكية.